# Skin on Skin
„Skin on Skin” – drugi singel promujący drugi studyjny album Unbelievable, niemieckiej wokalistki Sarah Connor. Autorem tekstu utworu jak i producentem jest duet współpracujący z Connor Rob Tyger oraz Kay Denar. Kompozycja została wydana jako drugi singel, dwa miesiące od promocji pierwszego singla z albumu, One Nite Stand (4 listopada).
"Skin on Skin” jest drugą balladą wydaną przez Sarah Connor, po singlu „From Sarah with Love”. Niektórzy krytycy uważali, iż balladowe piosenki nie pasują do wizerunku artystki.
Najwyższe pozycje jakie uzyskał singel to 2. w Polsce, 5. w Niemczech i Austrii oraz 9. w Portugalii. W pozostałych krajach utwór plasował się w pierwszej dwudziestce notowań (Węgry, Szwajcaria) oraz na pozycji 24. w Belgii i 37. w Holandii.
Reżyserem teledysku do utworu jest Daniel Lwowski, który tym klipem zapoczątkował swoją współpracę z Connor. Video zostało nagrane w 2002 roku; przedstawia wokalistkę na jednej z hiszpańskich plaż.
Pomimo niezadowalających pozycji na oficjalnych notowaniach, utwór stał się drugą obok From Sarah with Love, sygnaturową kompozycją wydaną przez Sarah.

## Formaty i lista utworów singla
Niemiecki/Europejski CD-maxi singel
1. „Skin On Skin” (US College Radio Version)
2. „Skin On Skin” (Album Version)
3. „Skin On Skin” (Kayrob Dance RMX)
4. „En Mi Piel” (In my Heart) (Radio Version)
5. „Skin On Skin” (Videoclip)

Europejski dwunagraniowy CD singel
1. „Skin On Skin” (Radio Version)
2. „Skin On Skin” (Kayrob Dance Rmx)

Niemiecki singel promocyjny
1. „Skin On Skin” (Radio Version)
2. „Skin On Skin” (US College Radio Version)
3. „Skin On Skin” (Album Version)

## Pozycje na listach
| Lista przebojów (2002)             | Najwyższa pozycja |
| ---------------------------------- | ----------------- |
| Austria (Media Control AG)         | 5                 |
| [A] Europa (European Radio Top 50) | 25                |
| Europa (Eurochart Hot 100)         | 27                |
| [A] GSA (Airplay)                  | 1                 |
| Niemcy (Media Control AG)          | 5                 |
| Polska (ZPAV)                      | 2                 |
| [A] Polska (Airplay)               | 2                 |
| Węgry (Mahasz)                     | 18                |
| [A] Węgry (Mahasz)                 | 37                |
| World Singles Official Top 100     | 33                |
| Lista Przebojów (2003)             | Najwyższa pozycja |
| Belgia (Ultratop Flamandia)        | 24                |
| Belgia (Ultratop Wallonia)         | 24                |
| [A] Czechy (Airplay)               | 2                 |
| Holandia (Veronica)                | 35                |
| Holandia (IFPI)                    | 25                |
| Portugalia (IFPI)                  | 9                 |
| Rumunia (IFPI)                     | 3                 |
| Szwajcaria (Media Control AG)      | 16                |
| [A] Airplay World Official Top 100 | 21                |

- A ^ Notowanie Airplay.